# As Daylight Dies
As Daylight Dies è il quarto album dei Killswitch Engage, pubblicato il 20 novembre 2006, il 21 novembre negli Stati Uniti, dalla Roadrunner Records.

## Descrizione
Il primo singolo, My Curse, iniziò ad essere diffuso dalle radio il 30 ottobre. L'album entrò alla posizione numero 32 della classifica Billboard 200, vendendo circa 60 000 copie dopo la prima settimana. Dal grande successo commerciale e mediatico, l'album è stato profondamente influente per il genere melodic metalcore. È inoltre il primo disco dei Killswitch Engage senza una canzone strumentale.

## Tracce
1. Daylight Dies – 4:05
2. This Is Absolution – 3:34
3. The Arms of Sorrow – 3:44
4. Unbroken – 3:08
5. My Curse – 4:04
6. For You – 4:03
7. Still Beats Your Name – 3:19
8. Eye of the Storm – 3:56
9. Break the Silence – 4:32
10. Desperate Times – 4:25
11. Reject Yourself – 4:45

Tracce bonus dell'edizione speciale
1. Be One – 3:31
2. Let The Bridges Burn – 4:29
3. This Fire – 3:10
4. Holy Diver (cover del brano dei Dio) – 4:10

## Formazione
- Howard Jones – voce
- Adam Dutkiewicz – chitarra
- Joel Stroetzel – chitarra
- Mike D'Antonio – basso
- Justin Foley – batteria

## Classifiche
| Classifica (2006) | Posizione massima |
| ----------------- | ----------------- |
| Australia         | 29                |
| Regno Unito       | 64                |
| Stati Uniti       | 32                |